# Età dell'oro (Zucchi)
L'Età dell'oro è un dipinto a olio su tavola (50x39 cm) di Jacopo Zucchi, databile al 1576-1581 circa e conservato negli Uffizi di Firenze.

## Storia
L'opera fu dipinta probabilmente per Ferdinando I de' Medici: la si trova infatti assieme alla cosiddetta Età dell'argento nella Guardaroba medicea di Ferdinando, poi nel 1635, sempre in coppia, agli Uffizi con attribuzione a Federico Zuccari. Più tardi i due dipinti vennero ricondotti allo Zucchi (da Voss), artista prediletto da Ferdinando, fin dall'epoca del suo cardinalato a Roma. Forse, a giudicare dalle dimensioni e dal supporto, si trattava di due elaborati copriritratti.
Alla coppia viene spesso accostato anche un dipinto detto l'Età del ferro, dipinto tuttavia un diverso supporto (di rame anziché ligneo), pure agli Uffizi, che tuttavia oggi, dopo una rilettura del soggetto, si tende a considerare come Regno di Giove o Ercole musagete nell'Olimpo, e che sarebbe da accoppiare a un altro dipinto su rame oggi a Casa Vasari ad Arezzo, con la Morte di Adone.
A Princeton esiste un disegno che mostra una prima idea esecutiva del dipinto.

## Descrizione e stile
La tecnica e il piccolo formato concorrono a creare un'opera di squisita fattura, ricca di personaggi e dettagli. Il tema mitologico, derivato da un passo di Ovidio (Metamorfosi I 89 ss.), è chiarificato dall'iscrizione in italiano retta in alto da due donne nude in volo, recanti un agnello e un mazzo di fiori: «O bell'anni dell'oro». Questa stessa frase sarebbe il titolo di un intermezzo cantato in occasione delle nozze tra Cosimo I de' Medici ed Eleonora di Toledo nel 1539, ispirata dagli scritti di Vincenzo Borghini, da cui vennero probabilmente tratti, in quegli anni, le versioni in pittura di Giorgio Vasari (di cui resta solo un gruppo di disegni al Cabinet des Dessins del Louvre, nn. 2161, 2169, 2170) e dal Poppi (al Museo di Edimburgo), a cui l'opera dello Zucchi si ispira.
La scena ha al centro una montagna da dove sgorgano vari fiumi, rappresentati da divinità fluviali sdraiate, che portano con sé le varie conoscenze raffigurate tramite attributi: il Nilo, tra i coccodrilli, il Tigri, con l'alfabeto scritto, l'Eufrate, con la conoscenza degli astri, e altri.
Più in basso regna l'armonia tra uomini, animali e piante. Pace e giustizia sono la norma, vige l'eterna primavera, e i frutti sono colti senza bisogno di sforzo né di lavoro: gli uomini stringono grappoli d'uva, rami pieni di ciliegie, melograne, pere e carote; gli animali pullulano, tra uccelli, mammiferi di terra, ed esseri del mare. Due putti, maschi e femmina, fanno pipì nel fiume, simboleggiandone la fertilità, nell'assenza di pudore, come in un vero e proprio paradiso terrestre.